# NGC 7461
NGC 7461 (również PGC 70290 lub UGC 12314) – galaktyka soczewkowata (SB0), znajdująca się w gwiazdozbiorze Pegaza. Odkrył ją Albert Marth 8 sierpnia 1863 roku.
W galaktyce tej zaobserwowano supernową SN 2007hj.